# Centrocalia lifoui
Centrocalia lifoui là một loài nhện trong họ Lamponidae. Loài này được phát hiện ở Nouvelle-Calédonie và quần đảo Loyaliteits.